# Véhicules Poncin SA

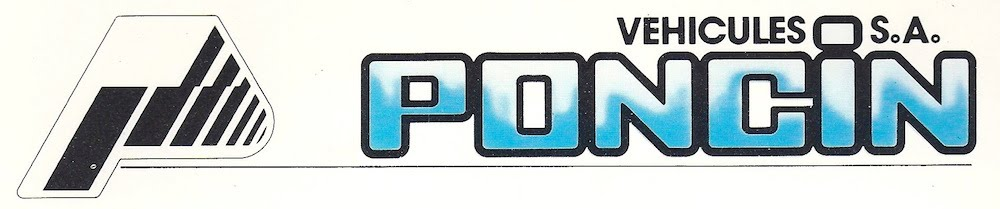

Véhicules Poncin SA era un fabricante de automóviles francés.

## Historia
Gilles Poncin fundó la empresa en Tournes en las Ardenas en 1980 y comenzó a producir automóviles en 1981. La marca era Poncin. La producción terminó en 1993.

## Vehículos

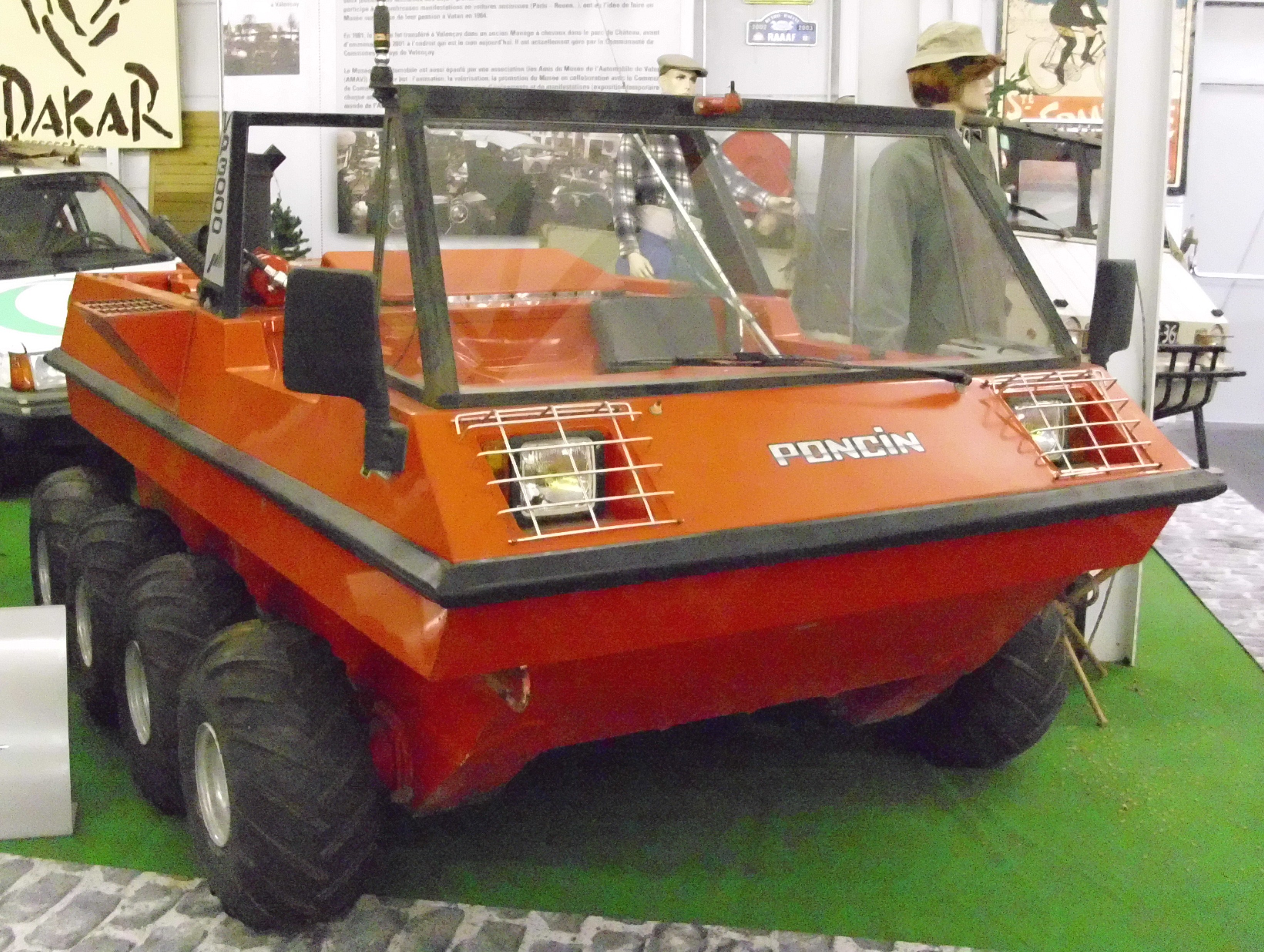
VP 3000 (1985)

Se produjeron vehículos todoterreno de cuatro, seis y ocho ruedas y vehículos anfibios. El modelo VP 2000 contaba con el Citroën 2 CV bicilíndrico con 602 cm³ de cilindrada y 30 CV. Se utilizó un motor Renault incorporado para los modelos 4x4 y 6x6. Se seleccionó un motor de gasolina con una cilindrada de 2165 cm³ y 106 hp y un motor diésel con una cilindrada de 2068 cm³ y 68 hp.